# Apolo Ónfalo
El Apolo Ónfalo (en griego antiguo: Ἀπόλλων ἐπὶ τοῦ Ὀμφαλού) es una antigua copia romana en mármol de una escultura de bronce original griega de estilo típico de principios del periodo arcaico, que representa a Apolo, el dios griego de la música, la medicina y la profecía. Actualmente se encuentra en el Museo Arqueológico Nacional de Atenas, en Grecia. La escultura se encontró en varios fragmentos que fueron unidos, y presenta varios signos de deterioro.

## Historia
Fue encontrada en el Teatro de Dioniso de la Acrópolis de Atenas en el año 1862, y apodada Apolo Ónfalo porque se cree que originalmente se erguía sobre una base con forma de ónfalo.
Apolo Ónfalo está desnudo, apoyado firmemente sobre su pierna derecha, mientras que la izquierda está relajada, ligeramente doblada a la altura de la rodilla; el fuerte contrapposto de la pose hace que las nalgas del dios se desplacen hacia la derecha. Lleva el pelo recogido en trenzas gruesas y pesadas, con dos trenzas atadas alrededor de la cabeza. La estatua es una copia romana del siglo II d. C. de una original griega de bronce que se realizó hacia 460-450 a. C., y atribuida a Cálamis u Onatas.
El movimiento artístico que copia es el arte griego arcaico, lo que se deduce del corte de pelo de Apolo, su pose rígida, los hombros anchos, la cabeza más pequeña y la expresión más bien vacía de su rostro; sin embargo, la composición del cuerpo muestra el gran conocimiento y percepción de la naturaleza de su artista.

## Estado de conservación
La estatua se encontró en un estado fragmentario; los pies desde los tobillos hacia abajo, los brazos por debajo de los codos, la nariz y la boca están rotos y faltan, mientras que partes de los muslos y del brazo izquierdo tuvieron que ser restaurados.